# Edwards Glacier
Edwards Glacier är en glaciär i Antarktis. Den ligger i Östantarktis. Nya Zeeland gör anspråk på området. Edwards Glacier ligger 1 182 meter över havet.
Terrängen runt Edwards Glacier är kuperad västerut, men österut är den platt. Trakten är obefolkad. Det finns inga samhällen i närheten.